# Gonodiscus australiensis
Gonodiscus australiensis là một loài bướm đêm trong họ Crambidae.